# Euidotea peronii
Euidotea peronii là một loài chân đều trong họ Idoteidae. Loài này được Milne Edwards miêu tả khoa học năm 1840.